# Бутырин, Семён Андреевич
Семён Андреевич Бутырин (3 февраля 1899, Кременчуг — 9 августа 1970, Кременчуг) — первый почётный гражданин Кременчуга «За особые заслуги в борьбе за установление советской власти в городе» (29 сентября 1967 года).

## Биография
Происходит из многодетной рабочей семьи — было 14 братьев и сестер, окончил начальную школу.
Рабочий Варшавского снарядного завода — помощник машиниста, завод был эвакуирован во времени Первой мировой войны до Кременчуга. В мае 1917 года вступает в большевистской партии. С октября — в рядах Красной гвардии, участвовал в боях за установление красной власти в городе в ноябре того же года — бои с 9-й Украинской дивизией Центральной Рады.
В декабре 1917 — январе 1918 участвует в разоружении казачьих воинских эшелонов — возвращались с Румынского фронта, в марте — в обороне города от кайзеровских войск.
С февраля 1919 — чекист. В мае того же года был в отрядах, что подавляли восстание атамана Григорьева. Спустя направлен на курсы красных командиров в 12-ю армию. В составе 2-й киевской курсантской бригады дрался с войсками Деникина и Армией УНР под Киевом и Черниговом.
Ноябрем 1919 года направлен на Восточный фронт военным комиссаром коммунистического лобового железнодорожного батальона. Переболел тифом, после выздоровления снова в Кременчугском ЧК. 1920 года борется с «бандитизмом» и в отрядах по выполнению продразверстки.
1921 — особый уполномоченный по сбору продналога.

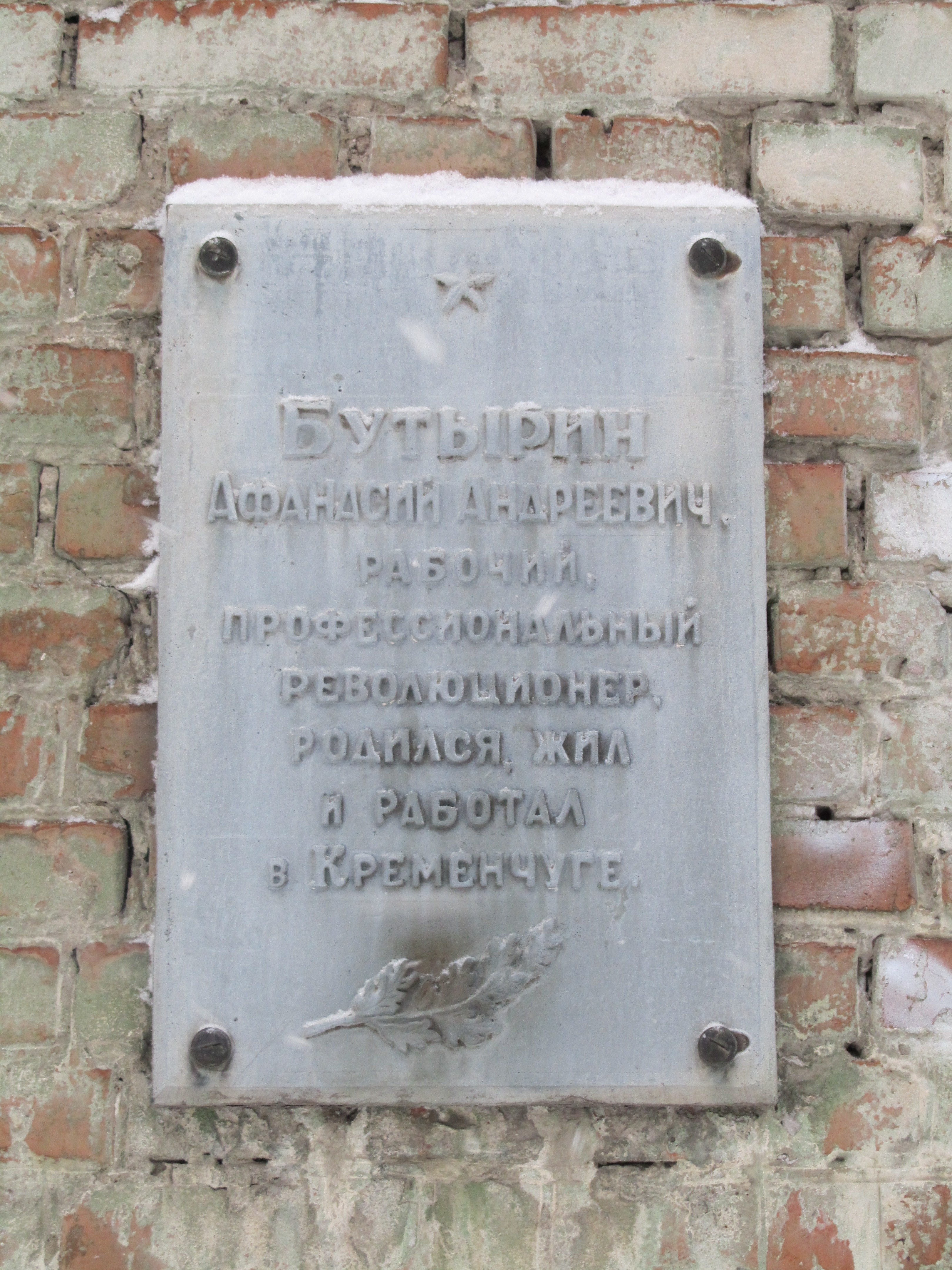
Памятная доска старшему брату Семена Афанасию на улице Ивана Мазепы (бывший Бутырина) в Кременчуге

В течение 1922—1928 годов — на политической работе в Красной армии, окончил секретарем партбюро 7-й стрелковой дивизии.
С 1929 года на высших должностях, в марте 1938 увольняется в запас в звании бригадного юриста — был председателем военного трибунала 15-го стрелкового корпуса. Работает на Кегичевском сахарном заводе.
С началом Великой Отечественной войны добровольцем вступает в Кременчугский истребительный батальон; был комиссаром артиллерийского дивизиона Кременчугского народного ополчения. Вновь работал председателем военного трибунала, был комиссаром эвакогоспиталя.

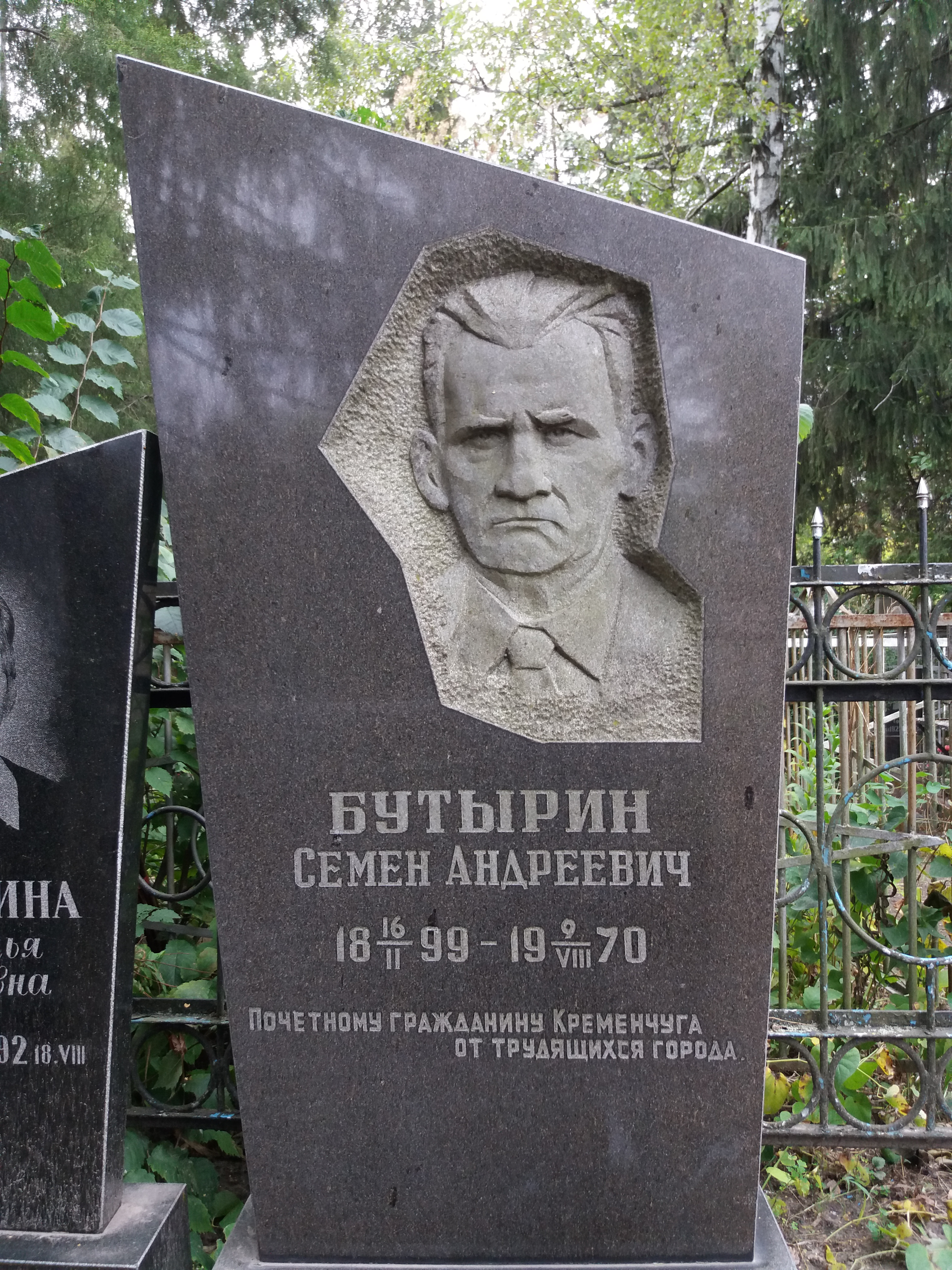
Могила С. А. Бутырина на Реевском кладбище

В январе 1946 года уволился в запас в звании подполковника.
Умер 9 августа 1970 года. Похоронен на Реевском кладбище Кременчуга.
Его старший брат, Афанасий Бутырин, руководил в Кременчуге отрядом Красной гвардии, возглавлял ЧК. В 1920 году погиб в Кременчугском районе — официально — «от рук кулаков». Его именем в советское время была названа нынешняя улица Ивана Мазепы в центре Кременчуга.

## Награды
Награжден орденами Красного Знамени, Красной Звезды, Трудового Красного Знамени, медалями «За победу над Германией в Великой Отечественной войне 1941—1945», «За победу над Японией», «20 лет победы в Великой Отечественной войне 1941—1945», «50 лет Вооруженных Сил СССР», «За доблестный труд. В ознаменование 100-летия со дня рождения В. И. Ленина».